# Doris Hedberg
Doris Hedberg, född 18 februari 1936 i Skellefteå, är en före detta svensk gymnast.
Hon blev olympisk silvermedaljör i Melbourne 1956.